# Liste des unités de l'Armée canadienne
Pour un article plus général, voir Armée canadienne.

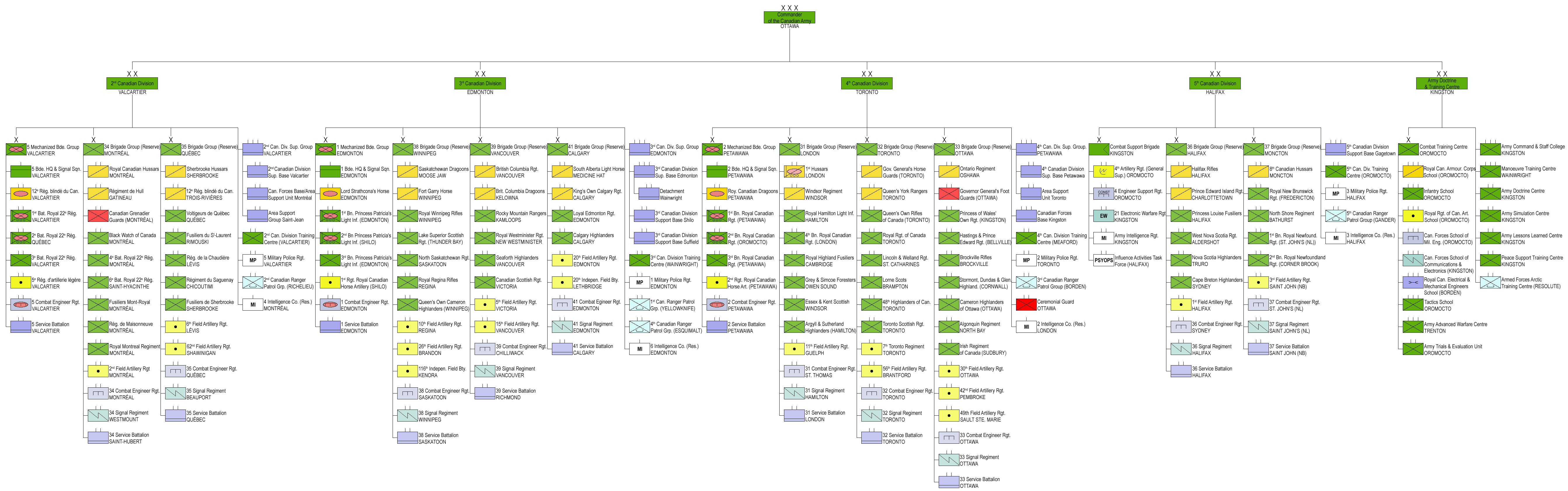
Organigramme de l'Armée canadienne

Cette liste regroupe les unités de l'Armée canadienne des Forces armées canadiennes[Quand ?].

## Arme blindée

### Force régulière
- 12e Régiment blindé du Canada (BFC Valcartier)
- Lord Strathcona's Horse (Royal Canadians) (BFC Edmonton)
- The Royal Canadian Dragoons (BFC Petawawa)

### Première réserve
- 12e Régiment blindé du Canada (Trois-Rivières)
- 1er Hussards (London et Sarnia)
- 8th Canadian Hussars (Princess Louise's) (Moncton)
- Le Régiment de Hull (Gatineau)
- Sherbrooke Hussars (Sherbrooke)
- The British Columbia Dragoons (Kelowna)
- The British Columbia Regiment (Duke of Connaught's Own) (RCAC) (Vancouver)
- The Fort Garry Horse (Winnipeg)
- The Governor General's Horse Guards (Toronto)
- The Halifax Rifles (RCAC) (Halifax)
- The King's Own Calgary Regiment (RCAC) (Calgary)
- The Ontario Regiment (RCAC)  (Oshawa)
- The Prince Edward Island Regiment (RCAC) (Charlottetown)
- The Queen's York Rangers  (1st American Regiment) (RCAC) (Toronto)
- The Royal Canadian Hussars (Montréal)
- The Saskatchewan Dragoons (Moose Jaw)
- The South Alberta Light Horse (RCAC) (Edmonton et Medicine Hat)
- The Windsor Regiment (RCAC) (Windsor)

## Artillerie

### Force régulière
- 1st Regiment, Royal Canadian Horse Artillery (BFC Shilo)
- 2nd Regiment, Royal Canadian Horse Artillery (BFC Petawawa)
- 4e Régiment d’artillerie antiaérienne (BFC Gagetown)
- 5e Régiment d'artillerie légère du Canada (Valcartier)

### Première réserve
- 1st Field Regiment, RCA (Halifax-Darmouth) (Halifax)
- 2e Régiment d'artillerie de campagne (Montréal)
- 3rd Field Artillery Regiment, RCA (Saint-Jean)
- 5th (British Columbia) Field Regiment, RCA (Victoria)
- 6e Régiment d'artillerie de campagne (Lévis)
- 7th Toronto Regiment, RCA (Toronto)
- 10th Field Artillery Regiment (Regina) (Regina)
- 11th Field Artillery Regiment (Guelph)
- 15th Field Artillery Regiment, RCA (Vancouver)
- 18th Air Defence Regiment, RCA (Lethbridge)
- 20th Field Artillery Regiment, RCA (Edmonton)
- 26th Field Artillery Regiment (Brandon)
- 30th Field Artillery Regiment, RCA (Ottawa)
- 42nd Field Artillery Regiment RCA (Pembroke) (Pembroke)
- 49th (Sault Ste Marie) Field Artillery Regiment, RCA (Sault-Sainte-Marie)
- 56th Field Artillery Regiment (Brantford)
- 62e Régiment d'artillerie de campagne (Shawinigan)
- 84 Independent Field Battery, RCA (Yarmouth)
- 116 Independent Field Battery (Kenora) (Kenora)

## Branches
Les branches de l'Armée canadienne ne sont pas des unités à proprement parler, mais plutôt un corps de métier. Cette liste comprend seulement les branches qui sont spécifiques à l'Armée canadienne. Elles sont également appelées « corps ».
- Corps blindé royal canadien
- Corps d'infanterie royal canadien
- Corps du génie électrique et mécanique royal canadien
- Corps du génie royal canadien
- Régiment royal de l'Artillerie canadienne

## Divisions
- 2e Division du Canada (BFC Montréal)
- 3e Division du Canada (BFC Edmonton)
- 4e Division du Canada (Toronto)
- 5e Division du Canada (BFC Halifax)

## Génie de combat

### Force régulière
- 1 Combat Engineer Regiment (BFC Edmonton)
- 2 Combat Engineer Regiment (BFC Petawawa)
- 4e Régiment d'appui du génie (BFC Gagetown)
- 5e Régiment du génie de combat (BFC Valcartier)

### Première réserve
- 31e Régiment du génie de combat (The Elgins) (St. Thomas et Waterloo)
- 32e Régiment du génie de combat (Toronto)
- 33e Régiment du génie de combat (Ottawa)
- 34e Régiment du génie de combat (Montréal)
- 35e Régiment du génie de combat (Québec)
- 39e Régiment du génie de combat (Vancouver)
- 40e Régiment du génie de combat (Edmonton)
- 45e Régiment du génie de combat (Sydney)
- 56e Régiment du génie de combat (Saint-Jean)

## Groupes de soutien
- Groupe de soutien de la 2e Division du Canada (BFC Montréal)
- Groupe de soutien de la 3e Division du Canada (BFC Edmonton)
- Groupe de soutien de la 4e Division du Canada (Petawawa)
- Groupe de soutien de la 5e Division du Canada (BFC Gagetown)

## Groupes-brigades

### Force régulière
- 1er Groupe-brigade mécanisé du Canada (BFC Edmonton)
- 2e Groupe-brigade mécanisé du Canada (BFC Petawawa)
- 5e Groupe-brigade mécanisé du Canada (BFC Valcartier)

### Première réserve
- 31e Groupe-brigade du Canada (London)
- 32e Groupe-brigade du Canada (Toronto)
- 33e Groupe-brigade du Canada (Ottawa)
- 34e Groupe-brigade du Canada (Montréal)
- 35e Groupe-brigade du Canada (Québec)
- 36e Groupe-brigade du Canada (Halifax)
- 37e Groupe-brigade du Canada (Moncton)
- 38e Groupe-brigade du Canada (Winnipeg)
- 39e Groupe-brigade du Canada (Vancouver)
- 41e Groupe-brigade du Canada (Calgary)

## Guerre électronique
- 21e Régiment de guerre électronique (BFC Kingston)

## Infanterie

### Force régulière
- The Royal Canadian Regiment
  - 1er Bataillon, The Royal Canadian Regiment (BFC Petawawa)
  - 2e Bataillon, The Royal Canadian Regiment (BFC Gagetown)
  - 3e Bataillon, The Royal Canadian Regiment (BFC Petawawa)
- Princess Patricia's Canadian Light Infantry
  - 1er Bataillon, Princess Patricia's Canadian Light Infantry (BFC Edmonton)
  - 2e Bataillon, Princess Patricia's Canadian Light Infantry (BFC Shilo)
  - 3e Bataillon, Princess Patricia's Canadian Light Infantry (BFC Edmonton)
- Royal 22e Régiment
  - 1er Bataillon, Royal 22e Régiment (BFC Valcartier)
  - 2e Bataillon, Royal 22e Régiment (Citadelle de Québec)
  - 3e Bataillon, Royal 22e Régiment (BFC Valcartier)

### Première réserve
- 48th Highlanders of Canada (Toronto)
- Governor General's Foot Guards (Ottawa)
- Irish Regiment of Canada (Grand Sudbury)
- Le Régiment de Maisonneuve (Montréal)
- Le Régiment du Saguenay (Saguenay)
- Les Fusiliers de Sherbrooke (Sherbrooke)
- Les Fusiliers du Saint-Laurent (Rimouski)
- Les Fusiliers Mont-Royal (Montréal)
- Les Voltigeurs de Québec (Québec)
- Princess Patricia's Canadian Light Infantry
  - The Loyal Edmonton Regiment (4e Bataillon) (Edmonton)
- Régiment de la Chaudière (Lévis)
- Royal 22e Régiment
  - 4e Bataillon, Royal 22e Régiment (Châteauguay) (Laval)
  - 6e Bataillon, Royal 22e Régiment (Saint-Hyacinthe)
- Stormont, Dundas and Glengarry Highlanders (Cornwall)
- The Algonquin Regiment (North Bay, Petawawa et Timmins)
- The Argyll and Sutherland Highlanders of Canada (Princess Louise's) (Hamilton)
- The Black Watch (Royal Highland Regiment) of Canada (Montréal)
- The Brockville Rifles (Brockville)
- The Calgary Highlanders (Calgary)
- The Cameron Highlanders of Ottawa (Ottawa)
- The Canadian Grenadier Guards (Montréal)
- The Canadian Scottish Regiment (Princess Mary's) (Victoria)
- The Essex and Kent Scottish (Windsor)
- The Grey and Simcoe Foresters (Barrie et Owen Sound)
- The Hastings and Prince Edward Regiment (Belleville, Cobourg et Peterborough)
- The Lake Superior Scottish Regiment (Thunder Bay)
- The Lincoln and Welland Regiment (Saint Catharines et Welland)
- The Lorne Scots (Peel, Dufferin and Halton Regiment) (Brampton, Oakville et Georgetown)
- The North Shore Regiment (Bathurst)
- The Queen's Own Cameron Highlanders of Canada (Winnipeg)
- The Queen's Own Rifles of Canada (Toronto)
- The North Saskatchewan Regiment (Saskatoon)
- The Nova Scotia Highlanders
  - 1er Bataillon, The Nova Scotia Highlanders (North) (Truro)
  - 2e Bataillon, The Nova Scotia Highlanders (Sydney)
- The Princess Louise Fusiliers (Halifax)
- The Princess of Wales' Own Regiment (Kingston)
- The Rocky Mountain Rangers (Kamloops)
- The Royal Canadian Regiment
  - 4e Bataillon, The Royal Canadian Regiment (London)
- The Royal Hamilton Light Infantry (Wentworth Regiment) (Hamilton)
- The Royal Highland Fusiliers of Canada (Cambridge)
- The Royal Montreal Regiment (Westmount)
- The Royal New Brunswick Regiment (Fredericton)
- The Royal Newfoundland Regiment
  - 1er Bataillon, The Royal Newfoundland Regiment (Saint-Jean)
  - 2e Bataillon, The Royal Newfoundland Regiment (Corner Brook)
- The Royal Regiment of Canada (Toronto)
- The Royal Regina Rifles (Regina)
- The Royal Westminster Regiment (New Westminster)
- The Royal Winnipeg Rifles (Winnipeg)
- The Seaforth Highlanders of Canada (Vancouver)
- The Toronto Scottish Regiment (Queen Elizabeth The Queen Mother's Own) (Toronto)
- West Nova Scotia Regiment (Kentville)

## Instruction
- Bureau de numérisation de l'Armée de terre à Kingston (BFC Kingston)
- Centre canadien d'entraînement aux manœuvres (BFC Wainwright)
- Centre de la doctrine et de l’instruction de l’Armée canadienne (BFC Kingston)
- Centre de formation du Secteur de l'Ouest de la Force terrestre (Wainwright) (BFC Wainwright)
- Centre de formation pour le soutien de la paix Kingston (BFC Kingston)
- Centre des leçons retenues de l'Armée (BFC Kingston)
- Centre d'instruction au combat (BFC Gagetown)
- Centre d'instruction du Secteur de l'Atlantique de la Force terrestre (BFC Gagetown)
- Centre d'instruction du Secteur du Centre de la Force terrestre (Meaford)
- Centre d'instruction du Secteur du Québec de la Force terrestre (BFC Valcartier)
- Centre d'instruction supérieure en guerre terrestre des Forces canadiennes (Belleville)
- Collège de commandement et d'état-major de la Force terrestre canadienne (BFC Kingston)
- École d'infanterie (BFC Gagetown)
- École de l'arme blindée (BFC Gagetown)
- École de l'artillerie de campagne (BFC Gagetown)
- École de la tactique (BFC Gagetown)
- École du génie électrique et mécanique des Forces canadiennes (BFC Borden)
- École du génie militaire des Forces canadiennes (BFC Gagetown)

## Musique militaire

### Force régulière
- La Musique de l'Artillerie royale canadienne (BFC Edmonton)
- La Musique du Royal 22e Régiment (BFC Valcartier)

### Première réserve
- La Musique du 5e Régiment d'artillerie de campagne (Colombie-Britannique), ARC  (Victoria)
- La Musique du 7th Toronto Regiment, ARC (Toronto)
- La Musique du 15e Régiment d'artillerie de campagne, ARC (Vancouver)
- La Musique du 36e Groupe-brigade du Canada (Halifax)
- La Musique du 62e Régiment d'artillerie de campagne, ARC (Shawinigan)
- La Musique du 6e Bataillon Royal 22e Régiment, (Drummondville)
- La Musique du Governor General's Foot Guards (Ottawa)
- La Musique du Governor General's Horse Guards (Toronto)
- La Musique, Le Régiment du Saguenay (Saguenay)
- La Musique, Les Fusiliers de Sherbrooke (Sherbrooke)
- La Musique, Les Voltigeurs de Québec (Québec)
- La Musique, The King’s Own Calgary Regiment (CBRC) (Calgary)
- La Musique, The Loyal Edmonton Regiment (4e Bataillon, Princess Patricia’s Canadian Light Infantry) (Edmonton)
- La Musique, The Prince Edward Island Regiment (CBRC) (Charlottetown)
- La Musique, The Queen’s Own Rifles of Canada (Toronto)
- La Musique, The Royal Hamilton Light Infantry (Wentworth Regiment) (Hamilton)
- La Musique, The Royal Regiment of Canada (Toronto)
- Les Cornemuses et tambours du 1er Bataillon, The Nova Scotia Highlanders (North) (Truro)
- Les Cornemuses et tambours du 2e Bataillon, The Nova Scotia Highlanders (Cape Breton) (Sydney)
- Les Cornemuses et tambours du 48th Highlanders of Canada (Toronto)
- Les Cornemuses et tambours du 49e Régiment d’artillerie de campagne, ARC (Sault-Sainte-Marie)
- Les Cornemuses et tambours, The Black Watch (Royal Highland Regiment) of Canada (Montréal)
- Les Cornemuses et tambours, The Calgary Highlanders (Calgary)
- Les Cornemuses et tambours, The Cameron Highlanders of Ottawa (Ottawa)
- Les Cornemuses et tambours, The Canadian Scottish Regiment (Princess Mary’s) (Victoria)
- Les Cornemuses et tambours, The Essex and Kent Scottish  (Windsor)
- Les Cornemuses et tambours, The Lorne Scots (Peel, Dufferin and Halton Regiment) (Brampton)
- Les Cornemuses et tambours, The Royal Highland Fusiliers of Canada (Cambridge)
- Les Cornemuses et tambours, The Seaforth Highlanders of Canada (Vancouver)
- Les Cornemuses et tambours, The Toronto Scottish Regiment (Queen Elizabeth The Queen Mother’s Own) (Toronto)

## Police militaire
- 1 Military Police Unit (Edmonton)
- 2 Military Police Unit (Toronto)
- 3 Military Police Unit (Halifax)
- 5e Unité de la police militaire (Montréal)

## Rangers canadiens
- 1er Groupe de patrouille des Rangers canadiens (Yellowknife)
- 2e Groupe de patrouille des Rangers canadiens (Saint-Jean-sur-Richelieu)
- 3e Groupe de patrouille des Rangers canadiens (Borden)
- 4e Groupe de patrouille des Rangers canadiens (Victoria)
- 5e Groupe de patrouille des Rangers canadiens (Gander)

## Recherche et développement
- Unité d'essais et d'évaluations de l'Armée de terre (BFC Gagetown)

## Renseignements
- 2 Intelligence Company (Toronto)
- 3 Intelligence Company (Halifax)
- 4e Compagnie du renseignement (Montréal et Québec)
- 6 Intelligence Company (Edmonton, Vancouver et Winnipeg)
- 7 Intelligence Company (Ottawa)

## Services de soutien

### Force régulière
- 1 Service Battalion (BFC Edmonton)
- 2 Service Battalion (BFC Petawawa)
- 5e Bataillon des services du Canada (BFC Valcartier)

### Première réserve
- 31 Service Bataillon (London, Hamilton et Windsor)
- 32 Service Bataillon (Toronto)
- 33 Service Bataillon (North Bay et Ottawa)
- 34e Bataillon des services du Canada (Montréal)
- 35e Bataillon des services du Canada (Québec)
- 36 Service Bataillon (Halifax)
- 37 Service Bataillon (Saint-Jean et Saint-Jean)
- 38 Service Battalion (Regina, Thunder Bay et Winnipeg)
- 39 Service Bataillon (Vancouver et Victoria)
- 41 Service Bataillon (Calgary et Edmonton)

## Transmissions

### Force régulière
- 2 Area Support Group Signal Squadron (BFC Petawawa)
- 2 Canadian Mechanized Brigade Group Headquarters Signals Squadron (BFC Petawawa)
- Quartier général et escadron des transmissions du 5e Groupe-brigade mécanisé du Canada (BFC Valcartier)
- 72 Communication Group Headquarters Halifax (Halifax)

### Première réserve
- 700 Communication Squadron (Borden)
- 705 Communication Squadron (Hamilton)
- 709 Communication Regiment (Toronto)
- 712e Escadron des communications (Montréal)
- 713e Escadron des communications (Québec)
- 714e Escadron des communications (Sherbrooke)

## Unités médicales

### Force régulière
- 1 Field Ambulance (BFC Edmonton)
- 2 Field Ambulance (BFC Petawawa)
- 5e Ambulance de campagne (BFC Valcartier)

### Première réserve
- 11 Field Ambulance (Victoria)
- 12 Field Ambulance (Vancouver)
- 15 Field Ambulance (Edmonton)
- 16 Field Ambulance (Regina)
- 17 Field Ambulance (Winnipeg)
- 18 Field Ambulance (Thunder Bay)
- 23 Field Ambulance (Hamilton)
- 25 Field Ambulance (Toronto)
- 28 Field Ambulance (Ottawa)
- 33 Field Ambulance (Halifax)
- 35 Field Ambulance (Saint-Jean, Saint-Jean et Sydney)
- 51e Ambulance de campagne (Montréal)
- 52e Ambulance de campagne (Sherbrooke)
- 55e Ambulance de campagne (Québec)